# Telquines
En la mitología griega, los telquines (en griego: Τελχίνες, ‘difamador’) eran una tribu de nueve hermanos, conocidos como el «pueblo pez», y primeros en habitar la isla de Rodas. Una tradición antigua dice que son una de los pueblos nativos más antiguos de la isla, junto con los autóctonos y los helíadas. Eustacio los describe como seres marinos con aletas en lugar de las manos, pies de pescado y cabezas de perro — aunque en la misma página también afirma, extrañamente, que originalmente eran los perros de Acteón, que se transformaron en hombres— . Rodas por entonces se llamaba Τελχινίς (Telquinís) en su honor. Los relatos sobre los telquines son muy pocos y escasos y no poseen una tradición establecida. 

## Naturaleza y orígenes
Después de los telquines cuenta la leyenda que se apoderaron de la isla los helíadas, y que uno de éstos, Cércafo, y su mujer Cidipe  tuvieron hijos que fundaron ciudades a las que pusieron sus nombres, Lindo, Yaliso y la resplandeciente Camiro. Según Pausanias, el padre de Apis, que dio nombre al Peloponeso, era el rey sicionio Telquín; Sición era conocido antiguamente como Telquinia. Otros creen que los telquines fueron los primeros habitantes de la isla de Creta, que se llamó por ellos Telquinia.
Sobre el final de la tribu de los telquines hay diferentes versiones. Un escolio nos dice que se ganaron la cólera de Apolo, Zeus o Rea. Píndaro dice que Zeus los fulminó con un rayo y Nono que Poseidón los exterminó usando su tridente. Según cuenta Ovidio uno de los dioses no les perdonó el que manipularan los fenómenos atmosféricos, y acabó con ellos inundando la isla de Rodas. Otros más dicen que Apolo se convirtió en lobo y despedazó a los de Licia, a pesar de que intentaran aplacarle construyéndole el templo de Apolo Licio.
Los investigadores sugieren que fueron los dioses originales de Rodas, antes de la avalancha de la monocultura griega. En los registros clásicos del periodo posterior a la invasión los telquines tienden a jugar un importante papel que los vincula con los mitos relacionados con la Atlántida, siendo una raza, familia o tribu de inventores, artistas y magos relacionada con el mar en todas las etapas de su historia (de ahí el que fueran los que criaran a Poseidón). Su asociación a la hechicería podría devenir de la envidia que suscitaban entre otros artesanos a los que superaban en habilidad.

## Características y variantes

### Ascendencia y nombres
Los telquines no tienen una ascendencia definida y así unos los imaginan como hijos de Talasa, otros de Tártaro y Némesis, y otros más de Poseidón. Tzetzes dice que nacieron de Gea y Ponto, o bien de la sangre de la herida de Urano en contacto con Gea; en ese caso serían hermanos de las Erinias. En cuanto a sus nombres, unos dicen que se llamaban Acteo, Megalesio, Ormeno y Licto; otros que Crisón, Argirón y Calcón —descubridores del oro, la plata y el bronce, respectivamente—; y otros más que Lico, Escelmis y Damnameneo —estos se unieron al tíaso de Dioniso—. Otros telquines mencionados son Demonacte o Damón, Acteo o Anteo, Milas, Atabiro, Nicón y Mimón. Las hermanas de los telquines (llamadas «ninfas telquinias») son conocidas como Dexítea o Dexínoe, Halia, Macelo y probablemente Liságora.
Se cuenta que Celmis había sido el mejor amigo del infante Zeus. De entre todos los telquines sobrevivió solo una de ellas, ora Macelo, ora Dexítea; esta tuvo unión con Minos.

### Servidores de los dioses
Se dice que ellos, juntamente con Cafira, la hija de Océano, criaron a Poseidón, dado que Rea les había confiado al recién nacido. Poseidón, cuando fue adulto, se enamoró de Halia, hermana de los telquines, se unió a ella y engendró seis hijos varones — los «demonios orientales»—  y una sola hija, Rodo. Tiempo después, los telquines, previendo la inminente inundación, abandonaron la isla y se dispersaron. Uno de ellos, Lico, llegó a Licia y levantó allí un templo de Apolo Licio junto al río Janto. En las Historias Cretenses, los Curetes aparecen como educadores y protectores de Zeus, que Rea habría hecho ir a Creta desde Frigia. Pero otras tradiciones dicen que los nueve telquines de Rodas que acompañaron a Rea hasta Creta para hacerse cargo de la educación de Zeus adolescente, recibieron el nombre de curetes. Pausanias dice que en Teumeso hay un santuario de Atenea Telquinia que no tiene imagen. En cuanto a su sobrenombre, se puede conjeturar que una parte de los telquines que vivieron en Chipre en otro tiempo, vinieron a Beocia y fundaron un santuario de Atenea Telquinia.

### Magos y démones
Estesícoro, el primer autor en citar a los telquines, los compara con las Keres y las skotóseis (relacionada con las tinieblas); los denomina como seres rencorosos que buscan acechar culpables. Estos telquines eran hechiceros y que cuando querían podían provocar las nubes, la lluvia y el granizo, y que del mismo modo podían atraer la nieve; se relata que eran capaces de hacer estas cosas igual que los magos — góetes. Sabían cambiar su aspecto natural y eran recelosos en la enseñanza de sus artes. Rodas se llamó primero Ofiusa y Estadía, luego Telquinis por los telquines que habitaban la isla, y de quienes unos dicen que son facinerosos y hechiceros, pues rocían con azufre el agua de la Estigia para que mueran plantas y animales.

### Artesanos divinos
Se dice que fueron también los inventores de algunas artes. Fueron los primeros en fabricar estatuas de los dioses, y de ellos han tomado su nombre algunas de las antiguas imágenes de los dioses; en Lindo, por ejemplo, hay un Apolo llamado Telquinio (Άπόλλων Τελχίνιος), en Yaliso una Hera y unas ninfas Telquinias, y en Camiro una Hera Telquinia (Ήρα Τελχινία). Eran superiores en la industria, fueron desacreditados por los constructores rivales, siendo objeto de calumnia. Habían ido primero de Creta a Chipre y luego a Rodas, y que fueron los primeros en trabajar el hierro y el bronce, y, por cierto, fueron los creadores de la hoz de Crono. Calímaco dice que los telquines fueron los artesanos que crearon el tridente de Poseidón. El resto se dispersó por todo el mar Egeo, llevando sus conocimientos sobre metalurgia a lugares tan dispares como Chipre, Sición, Licia y Orcómeno. 

## Menciones ulteriores
Robert Graves interpreta que el hecho de que los nueve telquines fueran hijos del Mar, actuaran como los sabuesos de Artemisa (Acteón), crearan nieblas mágicas y fundaran las ciudades que recibieron su nombre de las tres danaides, Camiro, Yálisa y Linda indica que eran originalmente emanaciones de la diosa Luna Dánae; cada una de sus tres personas en tríada. Los gramáticos griegos derivaban la palabra «telquin» de thelgein, «encantar», pero como la mujer, el perro y el pez se combinaban igualmente en las representaciones de la tirrena Escila —la cual también estaba en su elemento en Creta— y en los mascarones de proa de los barcos tirrenos, la palabra puede ser una variante de «Tyrrhen» o «Tyrsen». Al parecer les rendía culto una población matriarcal primitiva de Grecia, Creta, Lidia y las islas del Egeo a la que persiguieron los helenos patriarcales invasores, absorbiéndolos u obligándolos a emigrar hacia el oeste. El origen de los Telquines puede haber sido africano oriental.